# کلاس دارویی
یک کلاس دارویی مجموعه ای از داروها و سایر ترکیبات است که دارای ساختارهای شیمیایی مشابه، مکانیسم اثر یکسان (یعنی اتصال به یک هدف زیستی مشابه)، شیوه عمل مرتبط بوده، و/یا برای درمان بیماری یکسان استفاده می‌شود.